# 情聖卡薩諾瓦
《情聖卡薩諾瓦》是一部2002年的義大利-法國-德國合製的古裝電視電影，分為兩集，因此也可視為一套迷你影集。由傑可莫·巴提亞托導演，義大利演員史帝芬努·阿科西出演主角傑可莫·卡薩諾瓦。影片於2002年的法國視聽藝術國際影展獲獎，並曾由公視引進至臺灣播出。

## 主題
橫跨威尼斯的街道，逃離法律的監管，遊歷整個歐洲尋求新的挑戰，傑可莫·卡薩諾瓦以充沛的精力創造屬於他自己的生活。他是小提琴家、作家、士兵、間諜、賭徒、冒險家，以及充滿魅力的情人和誘惑者。同時，他也為女子的姣容所傾倒，為她們的激情所引誘，被她們的神祕所吸引。對於年輕的卡薩諾瓦來說，生活應是如同令人眼花瞭亂的威尼斯嘉年華會，但愛情不接受面具與偽裝，這就是他最眞實、最脆弱也最赤裸的地方。作為一名女演員的兒子，卡薩諾瓦從小就生活在充滿戲劇氛圍和演藝魅力的環境中。作為法國駐威尼斯共和國大使的門徒，他開始拓展自己通往上流社會的道路，施展自身魅力去征服最美麗的女子。他為此遭受自己保護人的嫉妒而被關進監獄，但15個月之後，他成功越獄逃到巴黎，並在那裡獲得路易十五的寵妃龐巴度夫人的賞識。

## 播出
影片於2002年2月5日和2月7日在義大利於 Canale 5 電視臺分兩集首播，隨後於其他國家播出：
- 2002年3月10日於法國播出，片名
- 2003年2月16日於德國播出，片名
- 2003年3月15日於阿根廷播出，片名
- 2004年11月6日於匈牙利播出，片名

## 製作
此片所有演員均以法語演出，其中的義大利演員之後再為自己出演的角色作義大利語配音。

## 演員表
- 史帝芬努·阿科西（英语：Stefano Accorsi） 飾 傑可莫·卡薩諾瓦
- 提西·勒米特（英语：Thierry Lhermitte） 飾 貝尼斯（英语：François-Joachim de Pierre de Bernis）
- 克莉絲汀娜·卡波唐迪（英语：Cristiana Capotondi） 飾 瑪儂·芭勒蒂（英语：Manon Balletti）
- 凱薩琳·佛萊明（英语：Catherine Flemming） 飾 艾蓮娜
- 卡蒂亞·佛琳特（英语：Katja Flint） 飾 龐巴度夫人
- 法藍柯·波蘭德（英语：François Berléand） 飾 路易十五
- 克萊兒·金恩（英语：Claire Keim） 飾 葉莉莎貝塔
- 絲文娜·德·桑蒂斯 飾 嫚尼耶露
- 尙·班吉吉（英语：Jean Benguigui） 飾 艾提尼·席路埃（英语：Étienne de Silhouette）
- 維珍妮雅·卡莉亞里（法语：Virginie Caliari） 飾 蜜雪兒
- 楊·柯內特（英语：Yann Collette） 飾 德·葛萊蒙
- 羅貝塔·莫絲卡 飾 盧克蕾齊亞
- 卡特琳娜·莫里諾 飾 薩內塔
- 艾佛雷多·佩亞（英语：Alfredo Pea） 飾 菲利波
- 芭芭拉·蘇茨（英语：Barbara Schulz） 飾 夏綠蒂·德·樂絲塔
- 馬西默·文度烈羅（英语：Massimo Venturiello） 飾 佛斯卡力尼
- 塞吉·提耶（法语：Serge Thiriet） 飾 國王門前的衛兵

## 外部連結
- 互联网电影数据库（IMDb）上《情聖卡薩諾瓦》的资料（英文）